# Northampton Town FC
Northampton Town FC är en engelsk professionell fotbollsklubb i Northampton, grundad 1897. Hemmamatcherna spelas på PTS Academy Stadium, även kallad Sixfields Stadium. Smeknamnet är The Cobblers. Klubben spelar sedan säsongen 2023/2024 i League One.

## Historia
Klubben grundades 1897 och gick med i Midland Football League två år senare. Ytterligare två år senare övergick man till Southern Football League och dess högsta division, som man vann säsongen 1908/09. Segern innebar att klubben före nästföljande säsong fick spela i den andra upplagan av FA Charity Shield mot mästarna i The Football League, Newcastle United. Det blev dock förlust med 0–2.

Klubbens ligaplaceringar från och med 1920.

Efter första världskriget spelade Northampton Town ytterligare en säsong, 1919/20, i Southern Football League, men därefter var man en av de ursprungliga klubbarna i The Football Leagues Third Division South. Man spelade sedan i den divisionen ända fram till 1958 (förutom under speluppehållet under andra världskriget) med som bäst en andraplats säsongerna 1927/28 och 1949/50. Efter att ha kommit på 13:e plats säsongen 1957/58 placerades klubben i den nybildade Fourth Division. Hade man kommit tolva hade man i stället hamnat i Third Division.
Den tredje säsongen i Fourth Division kom Northampton Town trea och flyttades upp till Third Division. Den divisionen vann man redan andra säsongen och flyttades upp till Second Division. Ytterligare två säsonger senare kom man tvåa i den divisionen och flyttades upp till First Division, den högsta divisionen i England. Där spelade klubben alltså säsongen 1965/66 men kom näst sist, och samma placering fick man säsongen efter i Second Division varefter man åkte ned till Third Division. Redan under den andra säsongen där var det dags för nästa nedflyttning efter att ha kommit fjärde sist och man var tillbaka i Fourth Division. Efter tre uppflyttningar på fem säsonger hade klubben alltså drabbats av tre nedflyttningar på fyra säsonger.

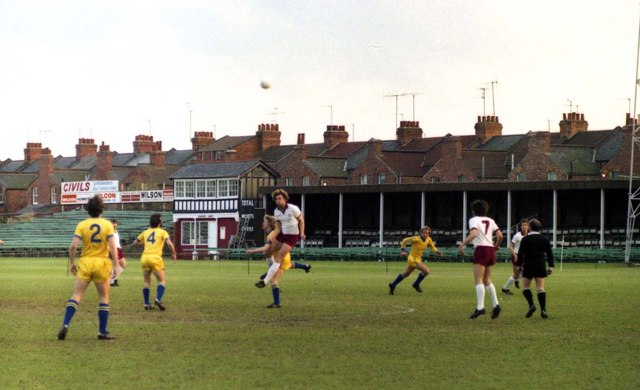
En match på County Ground 1981.

Klubben spelade i Fourth Division till och med säsongen 1975/76 då man flyttades upp efter en andraplats, men man åkte genast ned igen nästföljande säsong. Därefter lyckades man vinna Fourth Division säsongen 1986/87 och denna gång höll man sig kvar i Third Division i tre säsonger. Fourth Division bytte namn till Third Division 1992 i och med skapandet av FA Premier League. Hösten 1994 spelade klubben sin sista match på County Ground, där man spelat sedan grundandet 1897, och började i stället att spela på nybyggda Sixfields Stadium. Säsongen 1996/97 gick klubben upp efter seger i playoff, där man i finalen på Wembley besegrade Swansea City med 1–0. Under första säsongen i Second Division gick man till playoff-final på Wembley igen, men denna gång förlorade man med 0–1 mot Grimsby Town. Säsongen efter åkte man ur Second Division, men gick genast upp igen säsongen 1999/00. Efter tre säsonger i Second Division åkte man ned igen säsongen 2002/03. Nästföljande säsong åkte man ut i första playoffomgången och likadant gick det säsongen efter det, då Third Division bytte namn till League Two.
Under nästa säsong kom Northampton Town tvåa i League Two och flyttades upp till League One, men efter tre säsonger flyttades man ned igen. Säsongen 2012/13 gick klubben till playoff-final på nya Wembley, men förlorade mot Bradford City med 0–3. Tre säsonger senare gick man dock upp efter att ha vunnit League Two, men sejouren i League One blev bara tvåårig.
Northampton Town kvalificerade sig ytterligare en gång till League One säsongen 2019/20 efter att man slagit Exeter City med 4-0 på Wembley Stadium.

## Spelare

### Spelartrupp
Uppdaterad den 05 augusti 2025 
| 1  | England | Lee Burge       | 9 januari 1993  | Sunderland (-22)        |
| 31 | England | James Dadge     | 18 oktober 2004 | Northampton Town FC     |
| 34 | England | Ross Fitzsimons | 28 maj 1994     | Scunthorpe United (-25) |

| 2  | Skottland  | Jack Burroughs        | 21 mars 2001      | Coventry City (-25)     |
| 3  | Irland     | Conor McCarthy        | 11 april 1998     | Barnsley (-25)          |
| 5  | England    | Jon Guthrie           | 29 juli 1992      | Livingston (-21)        |
| 6  | England    | Jordan Willis         | 24 augusti 1994   | Wycombe Wanderers (-23) |
| 12 | England    | Nesta Guinness-Walker | 14 september 1999 | Reading (-24)           |
| 15 | England    | Jordan Thorniley      | 24 november 1996  | Oxford United (-25)     |
| 16 | England    | Joe Wormleighton      | 30 december 2003  | Northampton Town FC     |
| 18 | Nordirland | Michael Forbes        | 29 april 2004     | West Ham United (-25)   |
| 25 | England    | Josh Tomlinson        | 1 december 2005   | Northampton Town FC     |
| 26 | England    | Jack Baldwin          | 30 juni 1993      | Ross County (-24)       |
| 33 | Skottland  | Matthew Ireland       | 30 oktober 2006   | Northampton Town FC     |
| 35 | England    | Max Dyche             | 22 februari 2003  | Northampton Town FC     |

| 4  | Skottland    | Dean Campbell    | 19 mars 2001      | Barrow (-25)            |
| 7  | England      | Sam Hoskins      | 4 februari 1993   | Yeovil Town (-15)       |
| 8  | Nordirland   | Cameron McGeehan | 6 april 1995      | Colchester United (-24) |
| 10 | England      | Elliott List     | 12 maj 1997       | Stevenage (-25)         |
| 11 | England      | Kamarai Swyer    | 4 december 2002   | West Ham United (-25)   |
| 14 | Sierra Leone | Tyrese Fornah    | 11 september 1999 | Derby County (-25)      |
| 17 | England      | Michael Jacobs   | 4 november 1991   | Chesterfield (-25)      |
| 21 | England      | Jack Perkins     | 26 november 2003  | Northampton Town FC     |
| 29 | England      | Liam Shaw        | 12 mars 2001      | Fleetwood Town (-25)    |

| 9  | England | Tom Eaves      | 14 januari 1992 | Rotherham United (-24)  |
| 19 | England | Ethan Wheatley | 20 januari 2006 | Manchester United (-25) |
| 40 | England | Neo Dobson     | 6 december 2006 | Northampton Town FC     |

Not: Spelare i kursiv stil är inlånade.

### Utlånade spelare
| Nr | Land | Pos | Namn |
| -- | ---- | --- | ---- |

| Nr | Land | Pos | Namn |
| -- | ---- | --- | ---- |

## Rivaler
De främsta rivalerna är Peterborough United, gamla rivaler sedan 1960-talet. Andra rivaler är Oxford United, Milton Keynes Dons, Rushden & Diamonds och Cambridge United.

## Meriter

### Liga
- Premier League eller motsvarande (nivå 1): 21:a 1965/66 (högsta ligaplacering)
- League One eller motsvarande (nivå 3): Mästare 1962/63
- League Two eller motsvarande (nivå 4): Mästare 1986/87, 2015/16
- Southern Football League: Mästare 1908/09

### Cup
- FA Community Shield: Final 1909